# Enchytraeus christenseni
Enchytraeus christenseni is een ringworm uit de familie van de Enchytraeidae. De wetenschappelijke naam van de soort is voor het eerst geldig gepubliceerd in 1992 door Dózsa-Farkas.